# Anax (grec ancien)

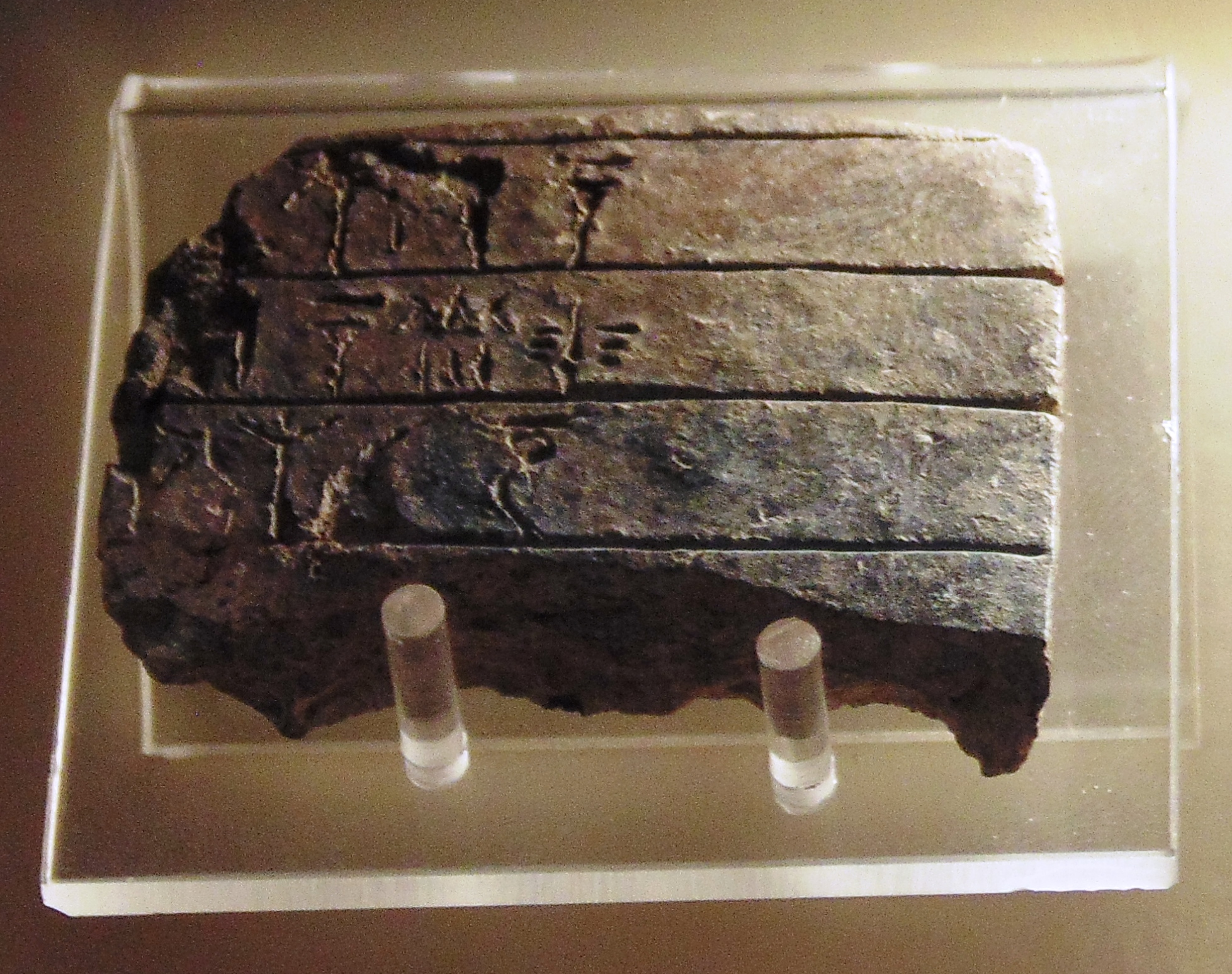
Linéaire B, Collection du Musée Archéologique de Thèbes

Pour les articles homonymes, voir Anax.
Anax (Grec: ἄναξ; de l'ancienne forme ϝάναξ, wánax; mycénien 𐀷𐀙𐀏 wa-na-ka) est le mot grec ancien pour désigner le « roi tribal, seigneur, chef (militaire) ». C’est l’un des deux titres grecs communément traduits par « roi », l’autre étant basileus. Anax, qui est le plus archaïque des deux, avait déjà le sens de « roi » durant la période mycénienne ; il est utilisé significativement en grec homérique, par exemple pour désigner Agamemnon. La version féminine est anassa, « reine » (ἄνασσα, ánassa; de wánassa, qu'on peut faire remonter à *wánakt-ja).

## Étymologie
Le mot Anax dans l’Iliade fait référence à Agamemnon (ἄναξ ἀνδρῶν, soit le "meneur d’hommes") et à Priam, rois supérieurs qui exercent leur pouvoir suprême sur des rois probablement de rang inférieur.  Cette présumée hiérarchie d’un « anax » qui exerce son pouvoir sur plusieurs « basileis » locaux fait penser à une organisation politique proto féodale de la Grèce de l'âge de bronze.
Anax est aussi un terme cérémoniel pour nommer Dieu Zeus (« Zeus Anax ») en tant que seigneur suprême de l’univers qui intègre les autres dieux.
On retrouve Anax, en tant qu’élément constitutif de noms tels que Hipponax (« roi des chevaux »), Anaxagoras (« roi de l’agora, de l’espace public agora »), Pleistoanax (« roi de la multitude »), Anaximandre (« roi de l’état »), Anaximène (« roi tenace » ), Astyanax (« grand roi », « seigneur de la cité »), Anaktoria (« [femme] » royale), Iphiánassa (« reine puissante »), et beaucoup d’autres.